# کاهش ایوانز–ساکسنا
کاهش ایوانز–ساکسنا یک کاهش دیاستریومرگزین از بتا-هیدروکسی کتون‌ها به آنتی-دی‌الکل‌های مربوطه است که از واکنشگر تترامتیل‌آمونیوم تری‌استوکسی‌بوروهیدرید (Me۴NHB(OAc)3) استفاده می‌کند. این واکنش برای اولین بار توسط آنیل کی. ساکسنا در سال ۱۹۸۳ توصیف شد و توسط دیوید ای. اونز در سال ۱۹۸۷ توسعه یافت.

طرح کلی واکنش کاهش ایوانز-ساکسنا

## همچنین ببینید
- واکنش ایوانز–تیشچنکو